# Montes Archimedes
Montes Archimedes är ett bergsområde på norra delen av den sida av månen som är vänd mot jorden. Den har fått sitt namn efter kratern Archimedes som ligger direkt norr om bergsområdet. Kratern har i sin tur fått namn efter den antike, grekiske vetenskapsmannen Arkimedes.
Montes Archimedes ligger på en platå öster om det stora månhavet Mare Imbrium och väster om det lilla månhavet Palus Putredinis. Sydost om Montes Archimedes ligger den höga bergskedjan Montes Apenninus.
Bergstopparna i Montes Archimedes ligger i ett område med en maximal diameter av 163 km. Den mest bergiga terrängen ligger inom de centrala delarna med en diameter på omkring 70 km. Det finns ingen särskild struktur på bergen, det bör inte räknas som en bergskedja. En del av bergstopparna når höjder av upp till 2,0 km, vilket är mycket lägre än exempelvis bergstopparna i Montes Apenninus. Det finns inga av bergen som har fått egna namn.